# نيكي بيرن
نيكي بيرن (بالإنجليزية: Nicky Byrne) (و. 1978 – م) هو مغن، ولاعب كرة قدم من جمهورية أيرلندا ولد في دبلن.

## روابط خارجية
- نيكي بيرن على موقع IMDb (الإنجليزية)
- نيكي بيرن على موقع ميوزك برينز (الإنجليزية)
- نيكي بيرن على موقع أول ميوزيك (الإنجليزية)
- نيكي بيرن على موقع ديسكوغز (الإنجليزية)
- نيكي بيرن على موقع قاعدة بيانات الفيلم (الإنجليزية)